# Sycobiomorphella lacorensis
Sycobiomorphella lacorensis is een vliesvleugelig insect uit de familie Eurytomidae. De wetenschappelijke naam is voor het eerst geldig gepubliceerd in 1967 door Abdurahiman & Joseph.